# Немец, Ян (епископ)
Ян Не́мец (пол. Jan Niemiec; 14 марта 1958, деревня Козлувек, Стшижувский повят, Подкарпатское воеводство, ПНР — 27 октября 2020 года, Ланьцут, Польша) — римско-католический вспомогательный епископ (ауксилиарий) диоцеза (епархии) Каменца-Подольского, титулярный епископ Декорианы.

## Ранний период жизни
Ян Немец родился в деревенской семье, его отцом был ныне покойный Ян Немец, его матерью Мария (в девичестве Опаровская), у него есть сестра-близнец Малгожата.
По окончании средней школы (8 классов) он поступил в общеобразовательный лицей в польском городе Стшижове, который закончил в 1977 году. После этого он поступил в Высшую педагогическую школу (польский аналог педагогического института) в городе Жешув, которую закончил в 1982 году, получив степень магистра педагогики. В том же году он поступил в Высшую духовную семинарию в городе Пшемысль. В восьмидесятые годы XX века Ян Немец (он был тогда клериком духовной семинарии в Пшемысле) оказывал поддержку подпольному оппозиционному профсоюзу «Солидарность» в его борьбе против властей социалистической Польши, он был в «Солидарности» редактором и курьером.

## Церковная карьера в Польше
20 декабря 1986 года он был посвящён в диаконы, а в 1987 году во священники и стал викарием прихода в городе Сталёва-Воля. Через 2 года был направлен в аспирантуру в Люблинском католическом университете, по окончании аспирантуры он вернулся в епархию и принял приход в деревне Моравско (рядом с городом Ярослав). Одновременно он продолжал работу над диссертацией. В июне 1992 года он по распоряжению жешувского епископа Игнация Токарчука (вместе с группой других католических священников этой смежной с Украиной епархии) был направлен на Украину.
В феврале 2011 года Ян Немец передал свой родной дом в деревне Козлувек инициативной группе по созданию католического благотворительного фонда «Забота» (пол. "Troska"), который ныне использует его в качестве своей штаб-квартиры.

## Церковная карьера на Украине
Ян Немец в июне 1992 года стал префектом и преподавателем католической духовной семинарии, открытой только в 1991 году в городе Городок (Хмельницкая область), а в 2001 году стал ректором этой семинарии. В то же время он исполнял священнические функции, выезжая в окрестные приходы.
В 1998 году он защитил в Институте истории Польской академии наук в Варшаве докторскую диссертацию.
21 октября 2006 года папой Бенедиктом XVI он был возведён в сан вспомогательного епископа диоцеза (епархии) Каменца-Подольского (он стал восьмым вспомогательным епископом за более чем семисотлетнюю историю этой епархии) и одновременно титулярного епископа Декорианы. 8 декабря 2006 года в кафедральном соборе Святых апостолов Петра и Павла в Каменце-Подольском Ян Немец получил епископское освящение из рук львовского митрополита кардинала Мариана Яворского, которому сослужили Апостольский нунций на Украине Иван Юркович и местный епископ Максимилиан Леонид Дубравский. В качестве епископского девиза Ян Немец избрал слова своего небесного покровителя Иоанна Крестителя (по-польски его имя звучит «Ян»): лат. «Ecce Agnus Dei» («Се Агнец Божий»).
12 апреля 2007 года он был назначен на должность Генерального викария.
Скончался 27 октября 2020 года в возрасте 62 лет от осложнений, вызванных инфекцией COVID-19 в госпитале города Ланьцут (Польша), куда пятью днями ранее был доставлен из Каменца-Подольского.

## Награды
В 2008 году Ян Немец был награждён медалью «Заслуженный для „Солидарности“» от польского профессионального союза «Солидарность».
В 2009 году Ян Немец на родине был награждён Офицерским крестом Ордена Возрождения Польши.
В 2018 году награждён Крестом Свободы и солидарности.
В 2020 году, посмертно, награждён командорским крестом ордена Возрождения Польши